# Thomas Brüninghoff

Thomas Brüninghoff (2021)

Thomas Brüninghoff (* 13. Oktober 1964 in Lingen) ist ein deutscher Politiker (FDP). Von Juni 2019 bis Oktober 2022 war er Mitglied des Niedersächsischen Landtages.
Der ausgebildete Kfz-Mechaniker diente vier Jahre lang als Soldat auf Zeit bei der Bundeswehr. Seitdem ist er durch Weiterbildungen als technischer Angestellter für einen Damenoberbekleidungsbetrieb mit zusätzlicher Wahrnehmung der Aufgabe Fachkraft für Arbeitssicherheit tätig.
Brüninghoff trat 2006 der FDP bei. Seit 2009 bekleidet er das Amt des Vorsitzenden des FDP-Kreisverbandes in der Grafschaft Bentheim. Bei den Kommunalwahlen in Niedersachsen 2016 zog er in den Rat der Stadt Nordhorn.
Zur Landtagswahl in Niedersachsen 2017 kandidierte Brüninghoff im Wahlkreis Grafschaft Bentheim. Am 18. Juni 2019 rückte er für Jan-Christoph Oetjen in den Landtag nach, der im Mai 2019 ins Europaparlament gewählt wurde. Brüninghoff ist Sprecher für Bundes- und Europaangelegenheiten, Regionale Entwicklung sowie Mitglied der Enquetekommission „Rahmenbedingungen für das ehrenamtliche Engagement verbessern“. Seit September 2020 war Brüninghoff Schriftführer im Präsidium des Landtags. Da die FDP bei der Landtagswahl 2022 mit nur noch 4,7 Prozent der Stimmen an der Fünfprozenthürde scheiterte, verpasste Brüninghoff den Wiedereinzug in den Landtag und schied als Abgeordneter im November 2022 aus.
Brüninghoff wohnt in Nordhorn. Er ist verheiratet und hat einen erwachsenen Sohn.